# Петакильяс
Петакильяс (исп. Petaquillas) — посёлок в Мексике, штат Герреро, входит в состав муниципалитета Чильпансинго-де-лос-Браво. Численность населения, по данным переписи 2010 года, составила 9801 человек.

## Топонимика
В доиспанский период поселение называлось Аякапицатлан (исп. Ayacapitzatlán), что с языка науатль можно перевести как: узкое как нос место.
В начале XVIII века название было изменено на Las Petaquillas, а позднее просто Petaquillas, что с языка науатль можно перевести как: место, где пальмовые циновки.